# Patrick Estève
Patrick Estève (L'Avelhanet, 14 de febrer de 1959) és un exjugador de rugbi a XV internacional francès. En la seva etapa com a jugador era conegut amb els sobrenoms de TGV, La Pointe, o Flint. Media 1 m 83 cm i tenia un pes del voltant de 77 kg.

## Biografia
Va jugar de 3/4 ala esquerra a l'Stade lavelanétien i després al RC Narbonne.
Dotat d'un punt de velocitat fenomenal, va jugar en primer lloc a l'equip de la seva població natal la temporada 1978-1979. Ben aviat, però, va ser fitxat pel Narbona, equip on hi jugà durant vuit temporades; al Narbona hi va jugar al costat de Didier Codorniou. Va ser 25 vegades internacional amb la selecció nacional francesa de rugbi entre els anys 1982 i 1987.
L'1 de novembre de 1984 va jugar el seu primer partit amb els Barbarians francesos (selecció de rugbi que s'hi accedeix per invitació)) contra un equip del Batalló de Joinville de Grenoble. Els Barbarians van guanyar 44 a 22. El 22 d'octubre de 1985 va tornar a jugar amb els Barbarians francesos contra el Japó a Conhac, partit que van guanyar per 45 a 4. Vuit anys més tard, el 14 de juny de 1993, va ser convidat novament a jugar amb els Bàrbars francesos contra el XV du Président (selecció mundial) pel Centenari del Rugbi a Grenoble. Els Barbarians van tornar a guanyar 92 a 34.
El seu principal sobrenom li va posar el periodista esportiu Roger Couderc.
Ja retirat, va ser copresident del L'Avelhanet els anys 1997 i 1998.

## Palmarès

### En club
- Challenge Yves du Manoir el 1984.
- Copa de França el 1985.
- Finalista del Challenge du Manoir el 1982.
- Millor marcador del campionat el 1984.

### A l'equip nacional
- 25 cops seleccionat a l'equip nacional de França, de 1982 a 1987 (11 assajos).
- Igualment seleccionat amb les Barbarians, després d'una fractura de la tíbia el 1985.
- Torneig de les Cinc Nacions el 1983 (ex aequo amb Irlanda) i el 1986 (ex aequo amb Escòcia).
- Millor marcador del torneig el 1983 (5, un o més en cada partit).